# Cnemaspis huaseesom
Espèce
Cnemaspis huaseesom est une espèce de geckos de la famille des Gekkonidae.

## Répartition
Cette espèce est endémique de la province de Kanchanaburi en Thaïlande. Elle a été découverte dans le parc national de Sai Yok.

## Description
Cnemaspis huaseesom mesure, queue non comprise, jusqu'à 37,7 mm pour les mâles et jusqu'à  37,9 mm pour les femelles.

## Publication originale
- Grismer, Sumontha, Cota, Grismer, Wood, Pauwels & Kunya, 2010 : A revision and redescription of the rock gecko Cnemaspis siamensis (Taylor 1925) (Squamata: Gekkonidae) from Peninsular Thailand with descriptions of seven new species. Zootaxa, n. 2576, p. 1–55.